# Montenegro ai Giochi della XXXIII Olimpiade
Il Montenegro ha partecipato ai Giochi della XXXIII Olimpiade, svoltisi a Parigi, Francia, dal 26 luglio all'11 agosto 2024, con 19 atleti in 6 discipline.
I portabandiera alla cerimonia di apertura sono stati Milivoj Dukić e Danka Kovinić.

## Delegazione
| Sport            | Uomini | Donne | Totale |
| ---------------- | ------ | ----- | ------ |
| Atletica leggera | 1      | 0     | 1      |
| Nuoto            | 1      | 1     | 2      |
| Pallanuoto       | 13     | 0     | 13     |
| Pugilato         | 0      | 1     | 1      |
| Tennis           | 0      | 1     | 1      |
| Vela             | 1      | 0     | 1      |
| Totale           | 16     | 3     | 19     |

## Risultati

### Atletica leggera
Eventi su campo
| Atleta      | Evento          | Qualificazione | Qualificazione | Finale          | Finale          |
| Atleta      | Evento          | Risultato      | Posizione      | Risultato       | Posizione       |
| ----------- | --------------- | -------------- | -------------- | --------------- | --------------- |
| Darko Pešić | 100 metri piani | 11''85         | 43º            | Non qualificato | Non qualificato |

### Nuoto
Maschile
| Atleta           | Gara               | Batterie | Batterie | Semifinali      | Semifinali      | Finale          | Finale          |
| Atleta           | Gara               | Tempo    | Pos.     | Tempo           | Pos.            | Tempo           | Pos.            |
| ---------------- | ------------------ | -------- | -------- | --------------- | --------------- | --------------- | --------------- |
| Miloš Milenković | 100 metri farfalla | 54''26   | 34º      | Non qualificato | Non qualificato | Non qualificato | Non qualificato |

Femminile
| Atleta         | Gara                  | Batterie | Batterie | Semifinali      | Semifinali      | Finale          | Finale          |
| Atleta         | Gara                  | Tempo    | Pos.     | Tempo           | Pos.            | Tempo           | Pos.            |
| -------------- | --------------------- | -------- | -------- | --------------- | --------------- | --------------- | --------------- |
| Jovana Kuljača | 50 metri stile libero | 27''19   | 40ª      | Non qualificata | Non qualificata | Non qualificata | Non qualificata |

### Pallanuoto
| Squadra            | Torneo   | Girone               | Girone               | Girone               | Girone               | Girone               | Girone | Quarti               | Semifinali           | Finale               | Pos.            |
| Squadra            | Torneo   | Avversario Punteggio | Avversario Punteggio | Avversario Punteggio | Avversario Punteggio | Avversario Punteggio | Pos.   | Avversario Punteggio | Avversario Punteggio | Avversario Punteggio | Pos.            |
| ------------------ | -------- | -------------------- | -------------------- | -------------------- | -------------------- | -------------------- | ------ | -------------------- | -------------------- | -------------------- | --------------- |
| Nazionale maschile | Maschile | Croazia P 8–11       | Grecia P 16–17       | Italia P 9–11        | Stati Uniti P 7–12   | Romania V 10–7       | 5º     | Non qualificati      | Non qualificati      | Non qualificati      | Non qualificati |

### Tennis

#### Singolare
| Atleta        | Evento              | 32-esimi             | 16-esimi             | Ottavi               | Quarti               | Semifinali           | Finale / FB          | Pos.            |
| Atleta        | Evento              | Avversario Punteggio | Avversario Punteggio | Avversario Punteggio | Avversario Punteggio | Avversario Punteggio | Avversario Punteggio | Pos.            |
| ------------- | ------------------- | -------------------- | -------------------- | -------------------- | -------------------- | -------------------- | -------------------- | --------------- |
| Danka Kovinić | Singolare femminile | Sakkarī P 0–6, 1–6   | Non qualificata      | Non qualificata      | Non qualificata      | Non qualificata      | Non qualificata      | Non qualificata |

### Pugilato
| Atleta          | Evento               | 16-esimi             | Ottavi               | Quarti               | Semifinali           | Finale               | Pos.            |
| Atleta          | Evento               | Avversario Punteggio | Avversario Punteggio | Avversario Punteggio | Avversario Punteggio | Avversario Punteggio | Pos.            |
| --------------- | -------------------- | -------------------- | -------------------- | -------------------- | -------------------- | -------------------- | --------------- |
| Bojana Gojković | Pesi gallo femminile | Huang P 0–5          | Non qualificata      | Non qualificata      | Non qualificata      | Non qualificata      | Non qualificata |

### Vela
M è la Medal race, si qualificano solo i primi 10 della classifica dopo le prime regate.
| Atleta        | Evento         | Regata | Regata | Regata | Regata | Regata | Regata | Regata | Regata | Regata | Punteggio Totale | Punteggio Netto | Classifica |
| Atleta        | Evento         | 1      | 2      | 3      | 4      | 5      | 6      | 7      | 8      | M      | Punteggio Totale | Punteggio Netto | Classifica |
| ------------- | -------------- | ------ | ------ | ------ | ------ | ------ | ------ | ------ | ------ | ------ | ---------------- | --------------- | ---------- |
| Milivoj Dukić | Laser maschile | 3      | 23     | 13     | 33     | 7      | 32     | 2      | 26     | -      | 139              | 106             | 14         |